# Tugomir Franc

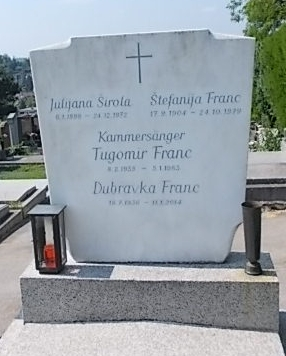
Grabstätte von Tugomir Franc

Tugomir Franc (* 8. Februar 1932 in Zagreb, Königreich Jugoslawien; † 5. Januar 1983 in Wien, Österreich) war ein jugoslawischer Opernsänger (Bass).

## Leben
Franc wurde am Konservatorium in Zagreb von Zlatko Sir und Lav Vrbanik und dann in Wien von Elisabeth Rado ausgebildet. Ab Ende der 1950er Jahre sang er häufig an der Wiener Staatsoper und bei den Bayreuther Festspielen, unter anderem unter der Leitung Herbert von Karajans (als Titurel 1961, als Reinmar von Zwetter 1963). Von 1964 bis 1965 sang er auch bei den Salzburger Festspielen. Als Gast war er in Bordeaux, Nancy, Toulouse, Rom, Turin, Frankfurt am Main, Stockholm, Genf, Belgrad und Zagreb sowie an der Wiener Volksoper tätig.
Franc besaß eine warme, tiefe Stimme und eine klare Diktion, trotz eines leichten balkanischen Akzents. Er war auch als Konzert- und Oratoriensänger erfolgreich.
Er liegt auf dem Sieveringer Friedhof (2-15-5) in Wien begraben.